# 6º Jamboree mondiale dello scautismo
Il 6º Jamboree mondiale dello scautismo si tenne a Moisson in Francia dal 9 al 18 agosto 1947. In seguito alla devastazione portata dalla seconda guerra mondiale l'evento fu chiamato "Jamboree della Pace". L'evento dimostrò che lo scautismo era ancora presente e anche più forte. Fu il primo jamboree senza Robert Baden-Powell che era morto nel 1941.